# Shikō Munakata
Shikō Munakata (棟方 志功, Munakata Shikō) est un peintre japonais du XXe siècle, né le 5 septembre 1903 à Aomori (préfecture d'Aomori), mort le 13 septembre 1975 à Tokyo.

## Biographie
Shikō Munakata est un graveur illustrateur; durant son enfance il aide son père à la forge familiale puis, employé de bureau, il commence à peindre en extérieur pendant son temps libre. Avec des amis il fonde une société artistique pour exposer leurs peintures. En 1924, il part pour Tokyo étudier la technique de la peinture à l'huile, mais il récuse son unicité d'expression. Attiré par les gravures de Kawakami (1895-1972), il se tourne alors vers la gravure sur bois mais se consacre principalement à des thèmes bouddhiques. À partir de 1928, il travaille sous la direction de Hiratsuka (1895-/).

## Son parcours
Très jeune il attire déjà l'attention. Invité au Salon de l'Académie Nationale de Peinture (Kojugakai) en 1930, il y reçoit un prix. Il se retire de l'Académie en 1953 ; en 1957 et 1964, il figure à la Biennale internationale de Tokyo. En 1966, il est le premier invité du JAFA (Japan Art Festival Association) à New York. Il présente ses œuvres dans des expositions particulières chez lui et à l'étranger, notamment aux États-Unis lors d'un séjour qu'il effectue en 1959-1960. Il reçoit le grand prix de l'Exposition internationale de gravure de Lugano en 1952 et crée l'Académie japonaise de gravure Nihon-hanga en 1959. En 1955, il reçoit le Grand prix de la Biennale de São Paulo et, en 1956 le Grand prix international de gravure de la Biennale de Venise puis, en 1970 l'Ordre du Mérite culturel.

## Style et réalisme
Il publie, en outre, de nombreux albums de ses gravures sur bois ou sur cuivre et de ses lithographies, tels le Kegon-fu (Chronique du Sūtra Kegon) et Tōhokukyo (Sūtra du Nord-Est) en 1937, où des préoccupations religieuses se font jour dans son œuvre, Uto (les oiseaux du Malheur), ensemble de trente et une estampes en 1938, A Collection of Shiko Munakata's Oil-Paintings en 1942, Bankyo shin, collection d'essais en 1948, Nyonin Kanzeon (Kannon) ensemble de gravures sur bois en 1949, trois livres intitulés Hankanki, Hantanni et Ryurisho Hangakan en 1954, une nouvelle série de gravures sur bois, Yũzen suru Nyoshatachitachi (Femmes en extase) en 1955, etc. Tel est l'œuvre de l'un des plus grands graveurs japonais contemporains dont le style réaliste, teinté de naïveté, proche de l'art populaire, parle directement à l'âme de son pays. Il dit lui-même qu'il n'est pas responsable de son œuvre, mais participe d'une sorte de principe créateur universel, au-delà du bien et du mal et profondément enraciné dans la réalité. « Les mots vastes et sans limite expriment bien la nature de mes gravures sur bois », ajoute-t-il.

## Musées
- Tokyo (Musée d'Art Populaire):

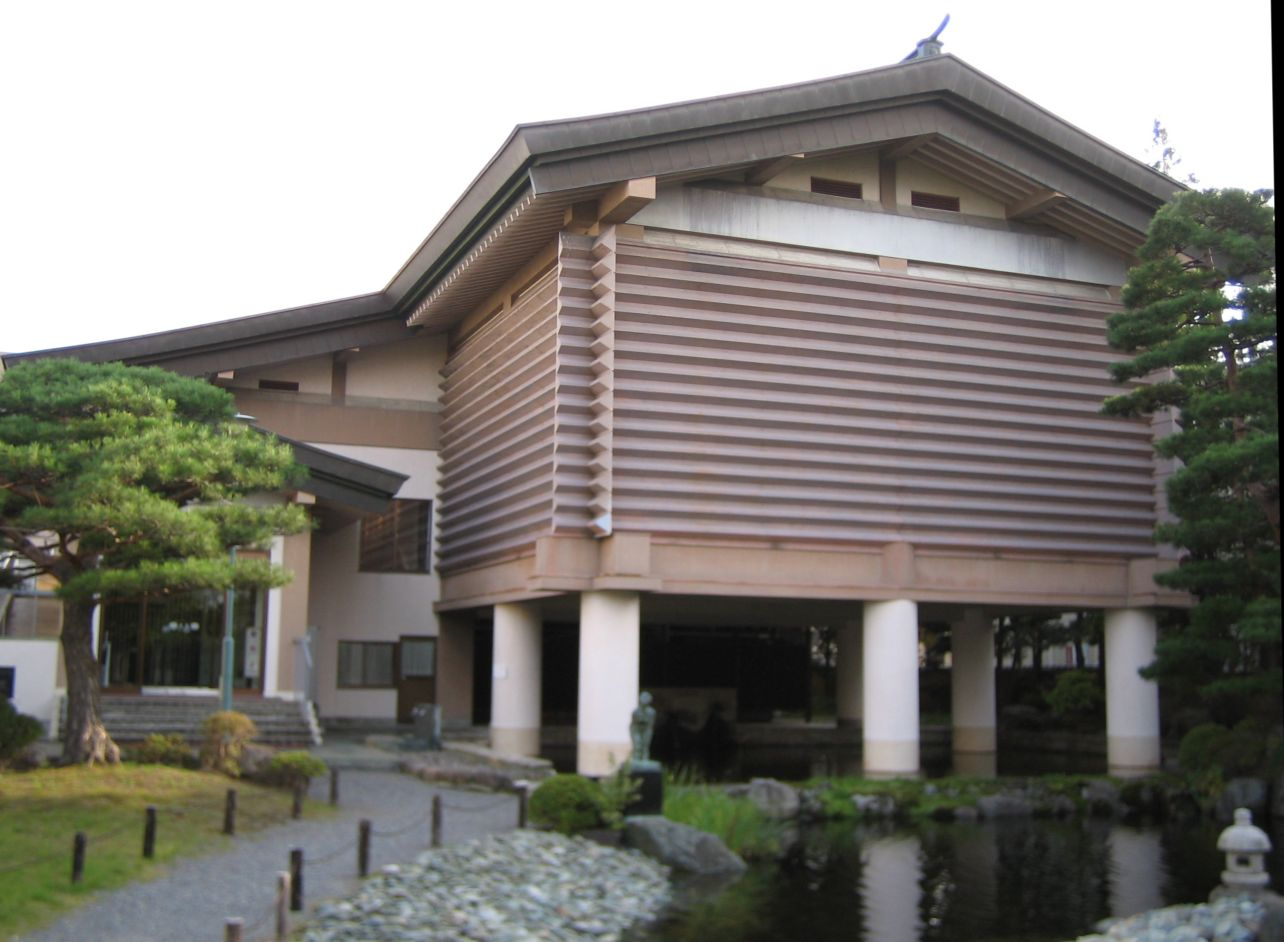
Musée commémoratif de l'Art

  - Une importante collection de ses œuvres depuis les origines, est conservée dans ce musée.
- Musée d’art d’Aomori[2].